# Verdun
«Верден» (фр. Verdun), або проєкт PA-58 (фр. Porte-avions 58), згодом PA-59 — проєкт французького авіаносця кінця 1950-х років.

## Історія
У 1958 році, коли авіаносці «Клемансо» та «Фош» ще будувались, керівництво ВМС Франції схвалило проєкт суперавіаносця PA-58. Корабель мав отримати назву «Верден».
Авіаносець мав бути оснащений кутовою польотною палубою та 75-метровою катапультою. Озброєння мало складатись з восьми 100-мм гармат «AA Mle 53» та двох ЗРК «Masurca». Авіаносець мав нести важкі ударні літаки Dassault Mirage IV та SEPECAT Jaguar.
Проте через фінансові проблеми розробка авіаносця була відкладена, а у 1961 році остаточно скасована.